# 胡树基
胡树基（1914年—1967年9月24日），号仲良，1914年出生于湖南省桂阳县光明乡潭烟村。
1939年，他被分配到国37军，奔赴长沙参加战斗。第一次长沙会战中，他所在的140师独立抗击日军一个师团，激战五日，以全师伤亡1631人的代价，击毙日军3000余人。
1944年12月24日，日军从常宁出发，进犯白阜岭。在持续四昼夜的战斗中，抗日军民居凭借着天险，居高临下，对日军予以迎头痛击。胡树基左臂负伤，并被提拔为534团团长。
1948年，胡树基被国民党军队强行征召至南京，参加国共内战。11月6日，534团被中共中原野战军包围。8日下午2时许，团长胡树基表示愿意放下武器，接受中共改编。此后，当地政府并没有把他按“抗日将士”对待，反给他戴上一顶“反革命” 帽子，于1950年将他送去耒阳煤矿劳动改造，一年后被释放回家。
1967年9月24日，文革期间，胡树基夫妇一同被贫下中农协会杀害在村中小学校的操坪裏。
1. 1 2 3 4  袁斌. . 大纪元. 2021-04-04  [2024-11-17]. （原始内容存档于2024-07-06） （中文（简体））.
2. ↑  许文. . 抗日战争纪念网. 新桂阳. 2022-12-17  [2024-11-17] （中文（简体））.